# Barisia rudicollis
Barisia rudicollis là một loài thằn lằn trong họ Anguidae. Loài này được Wiegmann mô tả khoa học đầu tiên năm 1828.